# Newfoundland and Labrador Route 460
Newfoundland and Labrador Route 460, afgekort Route 460 of NL-460, is een 87,5 km lange provinciale weg van de Canadese provincie Newfoundland en Labrador. De weg verbindt het in West-Newfoundland gelegen schiereiland Port au Port en het regionaal centrum Stephenville met de Trans-Canada Highway.

## Traject
Route 460 begint aan een op- en afrittencomplex van de Trans-Canada Highway (Route 1) in een afgelegen gebied in westelijk Newfoundland, zo'n 5 km ten oosten van de rivier Harry's Brook. De weg gaat vanaf daar in westelijke tot zuidwestelijke richting doorheen dunbevolkt en bebost gebied om na zo'n 30 km Stephenville, de op een na grootste plaats aan Newfoundlands westkust, te bereiken.
Eens ten westen van Stephenville gaat Route 460 onafgebroken in westelijke richting langs de kust van St. George's Bay tot aan Cape St. George, de westelijke kaap van het schiereiland Port au Port.

### Plaatsen
Van oost naar west passeert Route 460 de dorpen en gehuchten Black Duck Siding, Stephenville, Kippens, Romaines, Port au Port, Port au Port West, Felix Cove, Campbell's Creek, Abraham's Cove, Ship Cove, Lower Cove, Sheaves Cove en de gemeente Cape St. George.